# Selångers kyrka
Selångers kyrka är en kyrkobyggnad i Selånger i Härnösands stift. Den är församlingskyrka i Selångers församling.

## Kyrkoruinen
Föregående kyrkobyggnad som uppfördes av gråsten kring år 1200 finns kvar som en ruin och intill denna står Selångerstenen, en runsten från vikingatiden.

## Dagens kyrka
Nuvarande kyrka uppfördes åren 1780-1781 av byggmästarna Daniel Lundquist och Johan Christoffer Loell, efter ritningar av Olof Tempelman. Kyrkobyggnaden består av långhus med kor i öster och kyrktorn i väster. Öster om koret finns en sakristia. Från början hade kyrkorummet tegelvalv, men eftersom man fruktade att dessa skulle störta in lät man ersätta tegelvalven med ett tunnvalv av trä.

## Inventarier
- En dopfuntsfot av kalksten är från 1200-talet. På foten vilar en rekonstruerad cuppa.
- Altaruppsatsen är tillverkad av konstsnickaren Olof Berggren från Borgsjö socken. Till sin form liknar den framsidan av ett grekiskt tempel, i vilken ett latinskt kors är placerat.
- Predikstolen är tillverkad 1790 av Olof Berggren. I dess bildfält finns symboler av trons kors, hoppets ankare samt kärlekens brinnande hjärta.
- Orgeln är byggd 1838 av Johan Gustaf Ek. Åren 1939 och 1974 har orgeln genomgått om- och tillbyggnader.
- Kororgeln[2] byggdes 1989 av Johannes Menzels Orgelbyggeri AB, Utansjö.

| Man I. Huvudverk C-g3 | Man II. Bröstverk C-g3 | Pedal C-f1 | Koppel |
| --------------------- | ---------------------- | ---------- | ------ |
| Vox candida 8         | Gedackt 8              | Subbas 16  | II/I   |
| Principal 4           | Rörflöjt 4             | Borduna 8  | II/P   |
| Täckflöjt 4           | Quinta 2 2/3           |            |        |
| Oktava 2              | Flöjt 2                |            |        |
| Mixtur III            | Ters 1 3/5             |            |        |
|                       | Tremulant              |            |        |
|                       | Svällare               |            |        |

## Bildgalleri

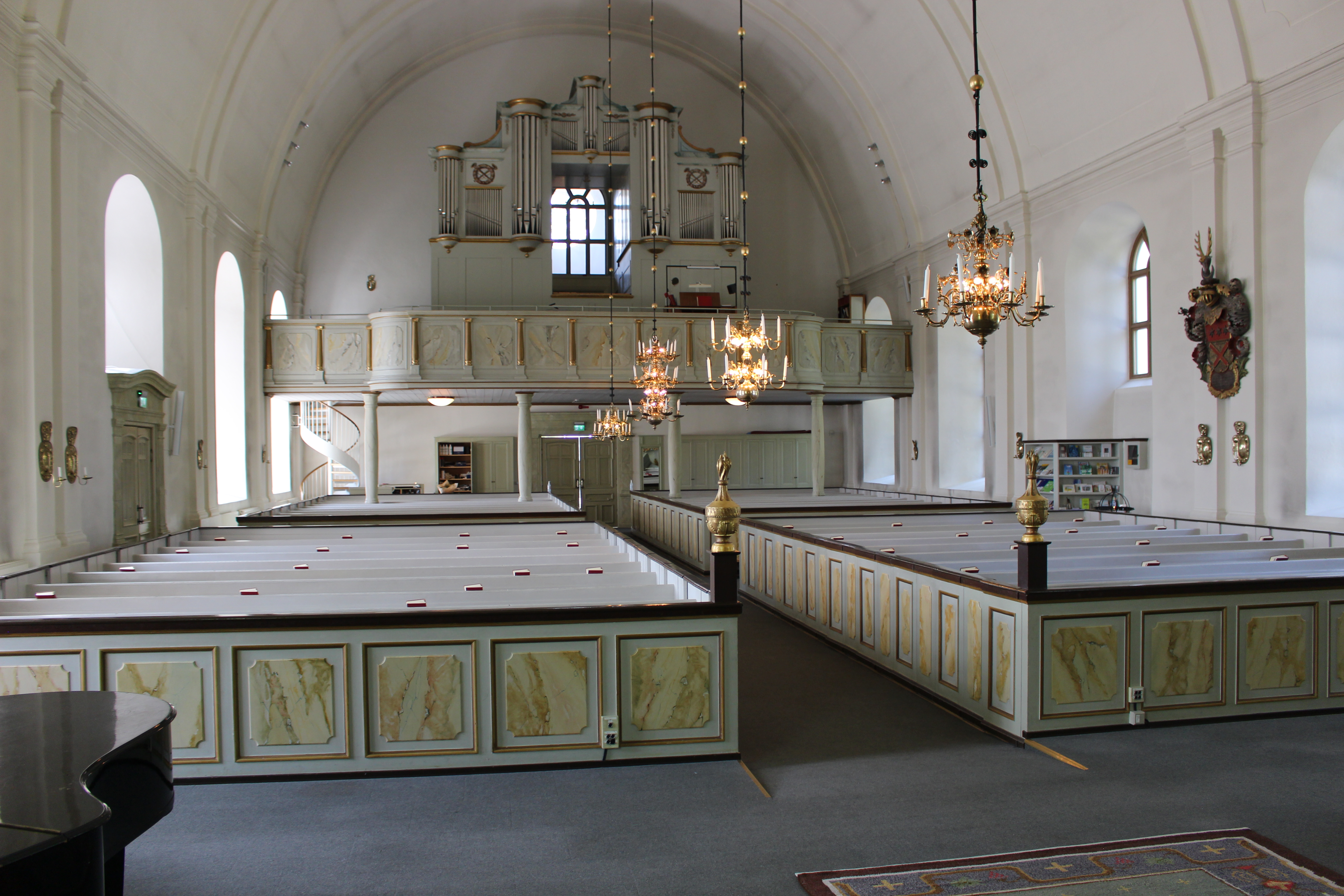
Kyrkorum mot väster
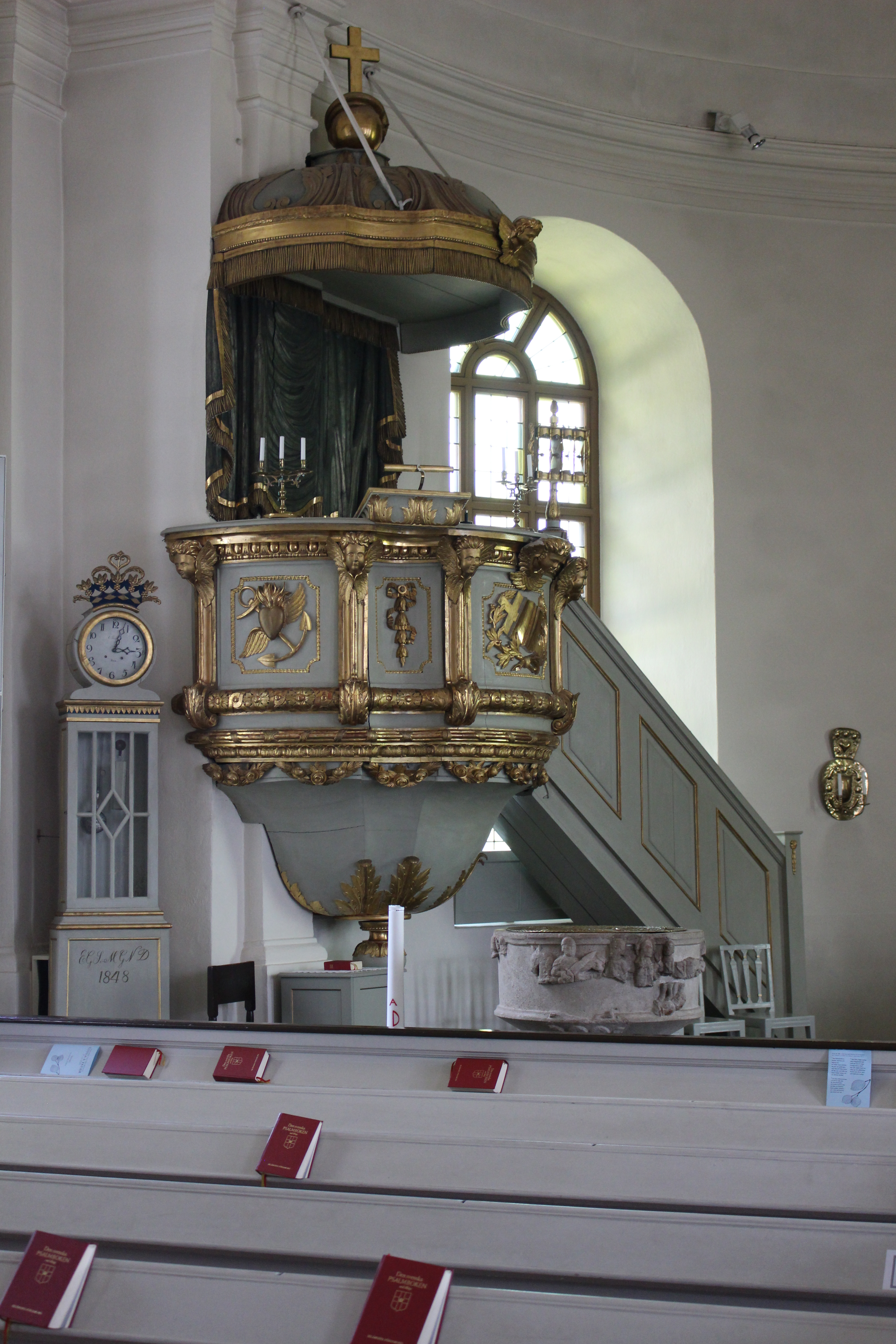
Predikstol
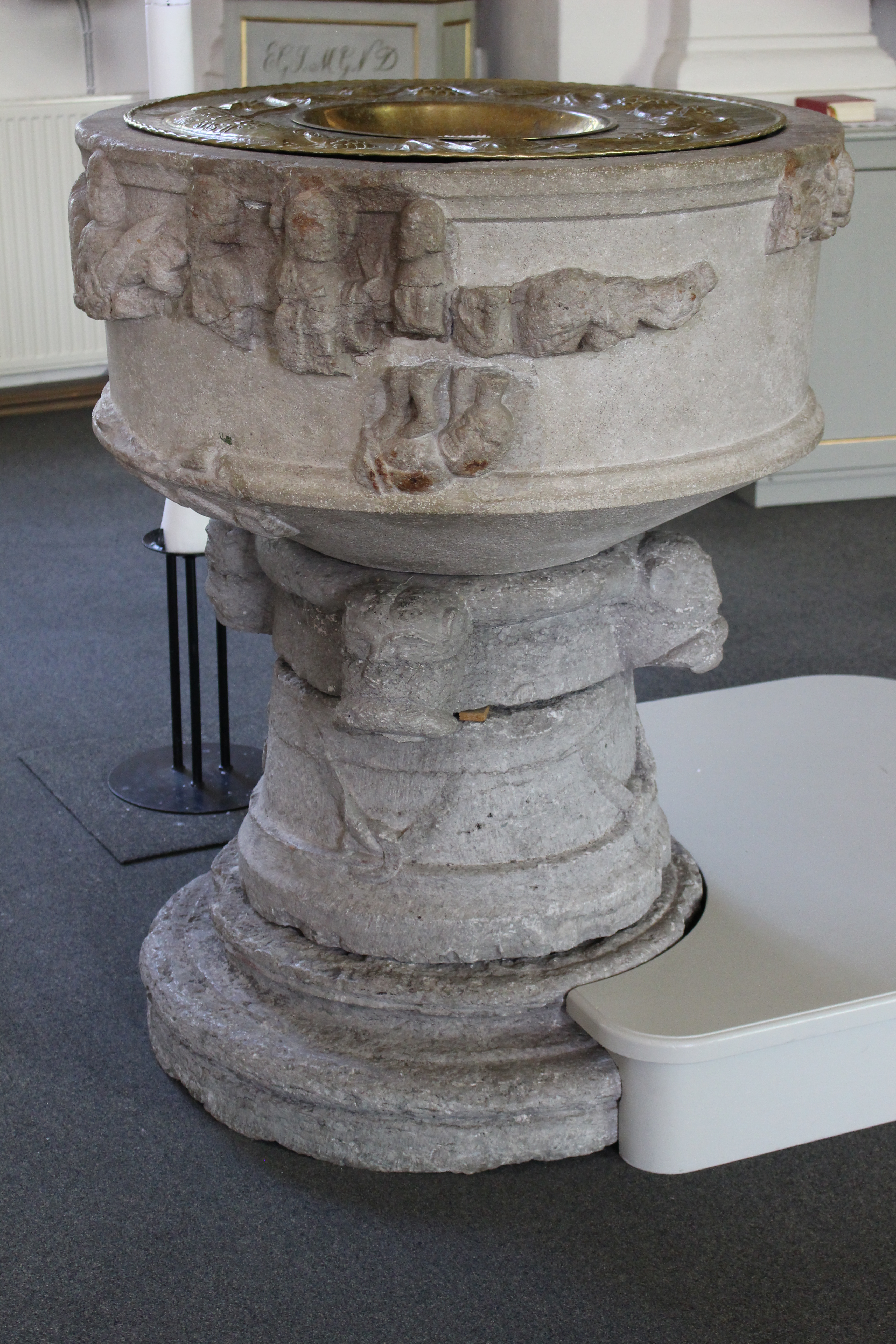
Dopfunt
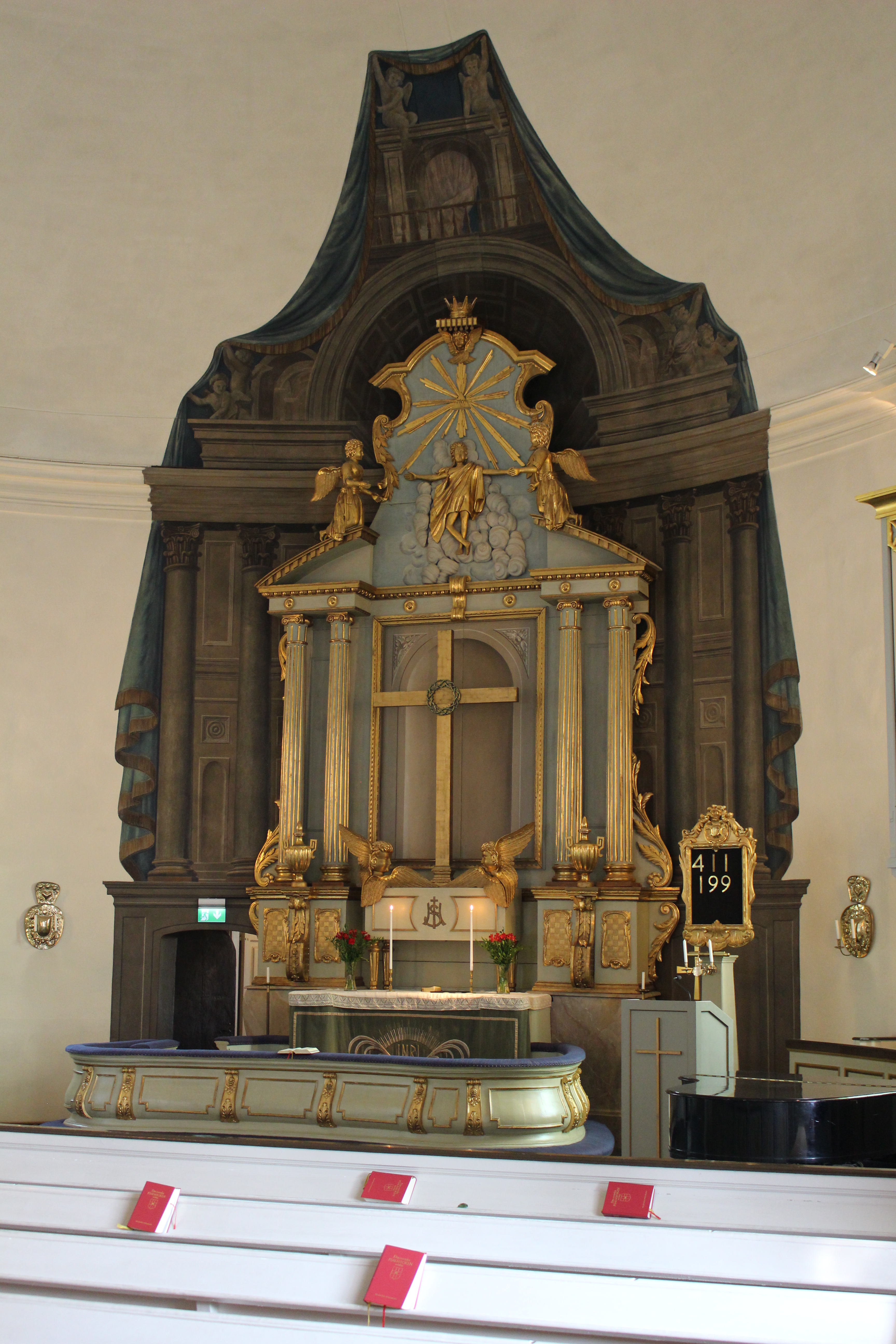
Altaruppsats
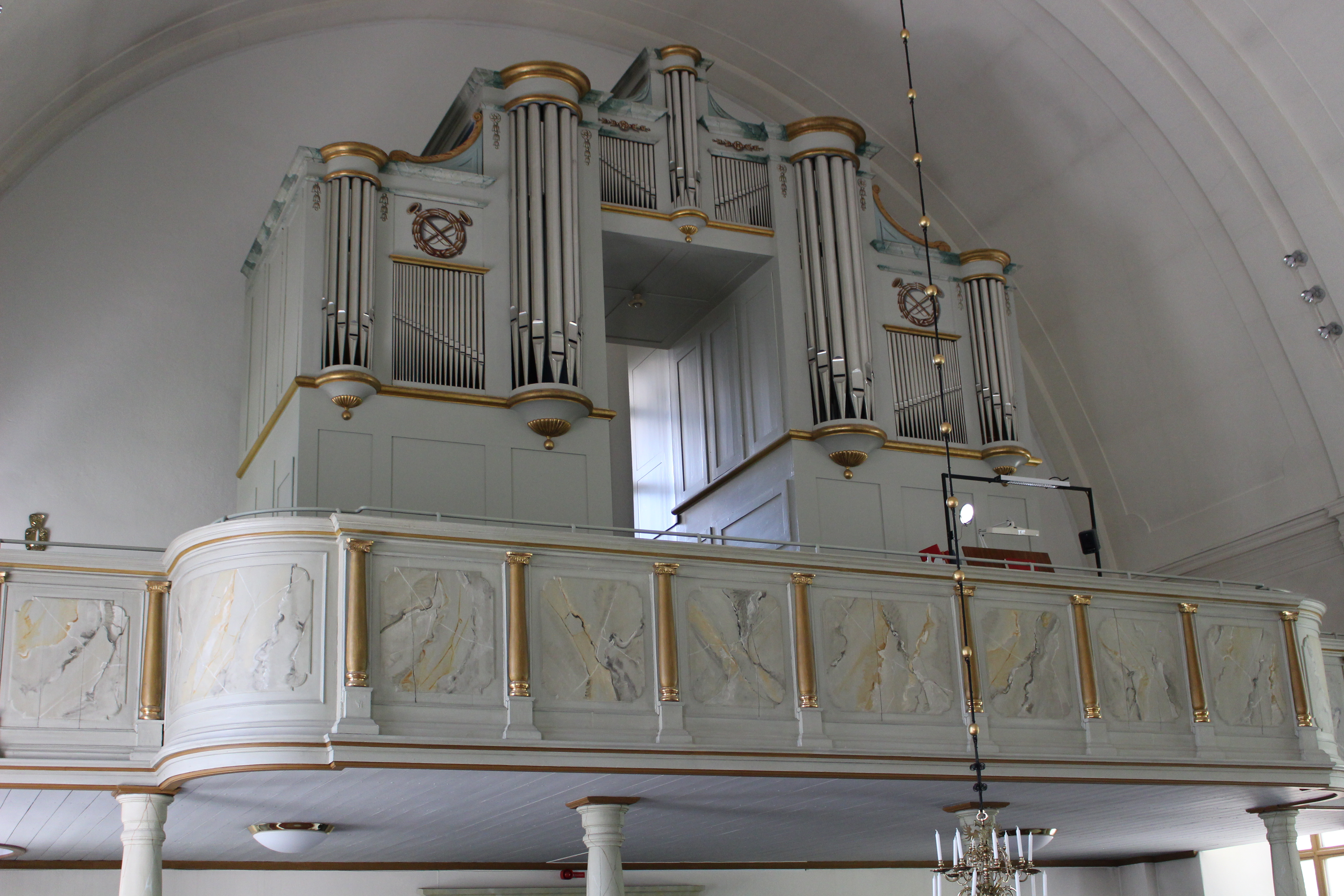
Läktarorgel
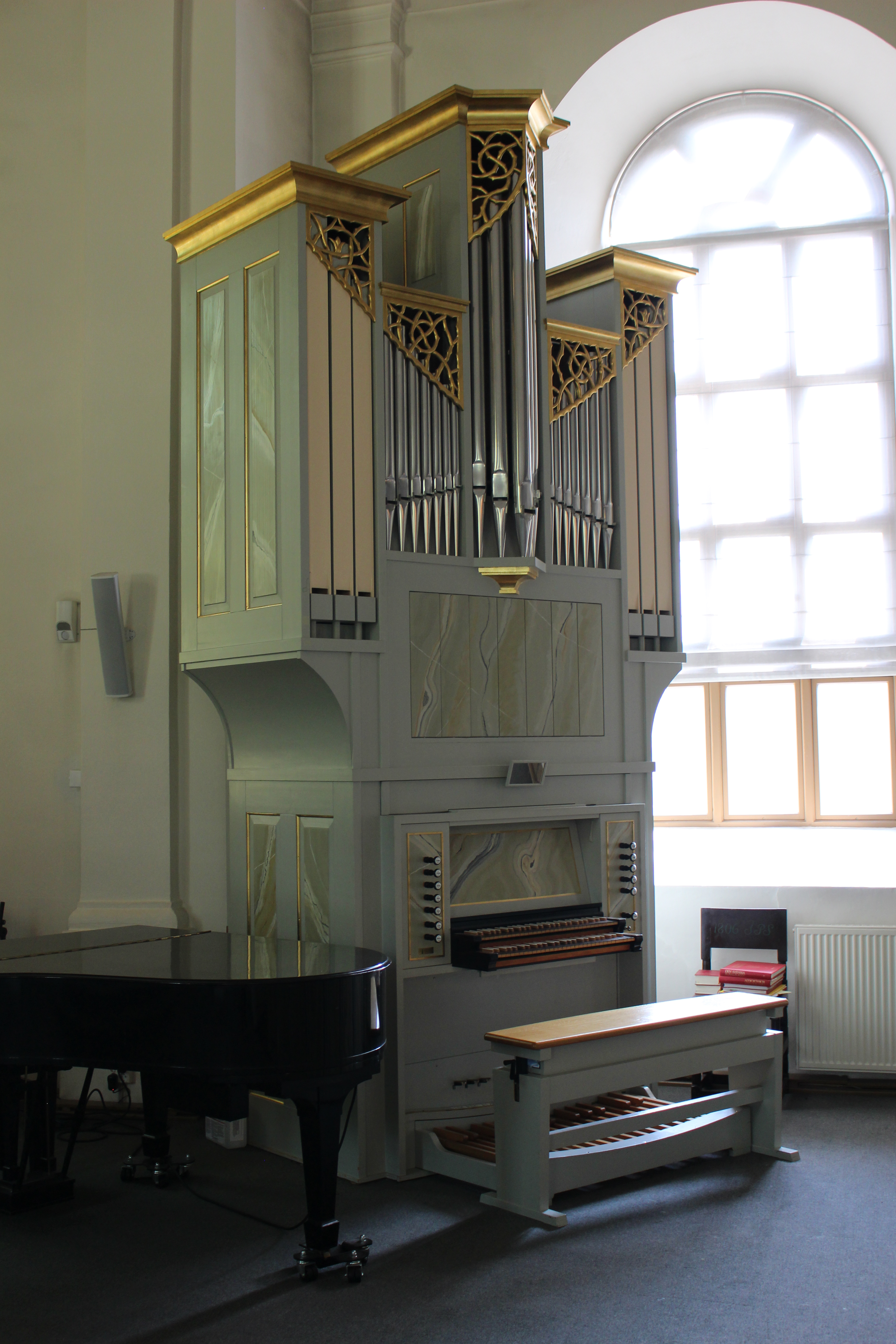
Kororgel
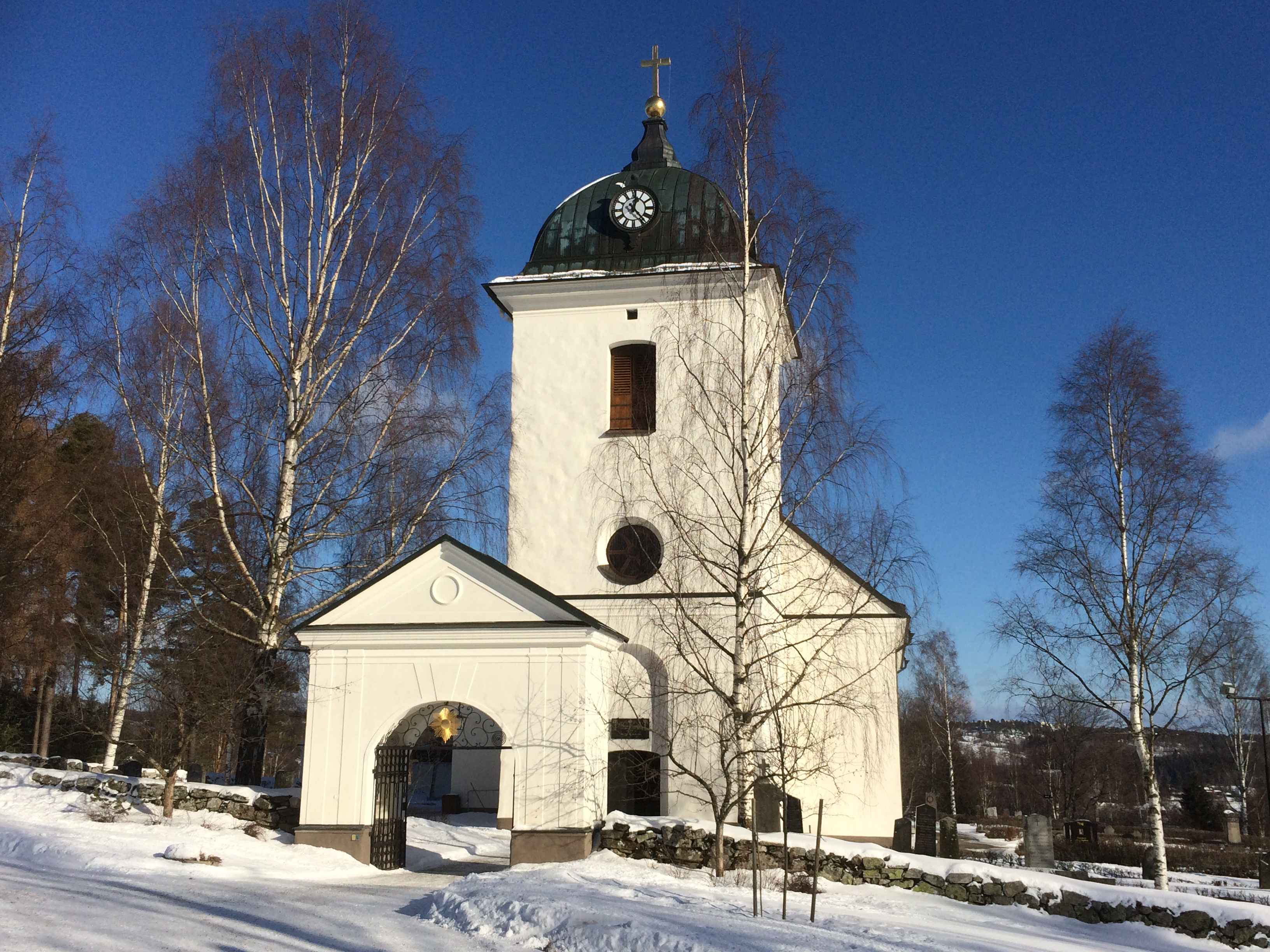
Kyrkan och stigluckan från väster
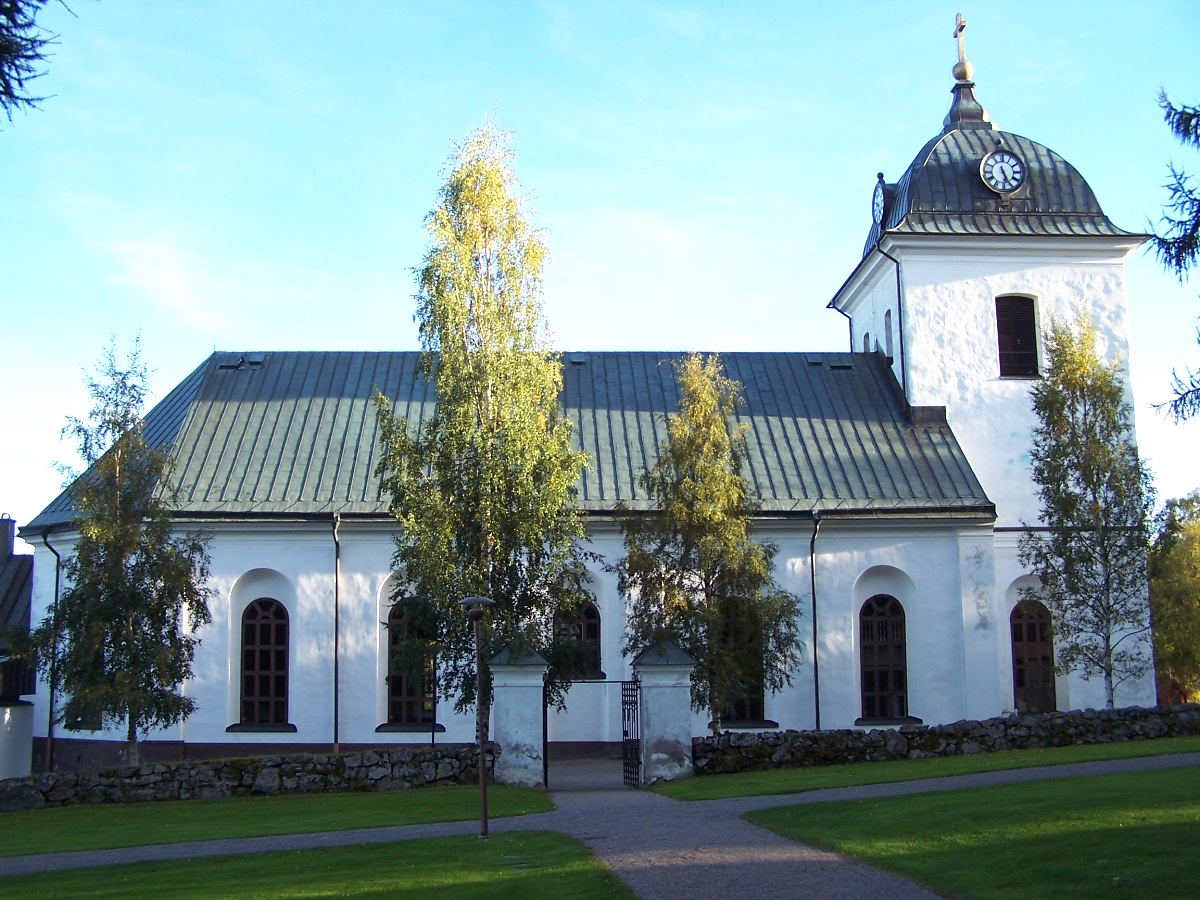
Kyrkan från norr
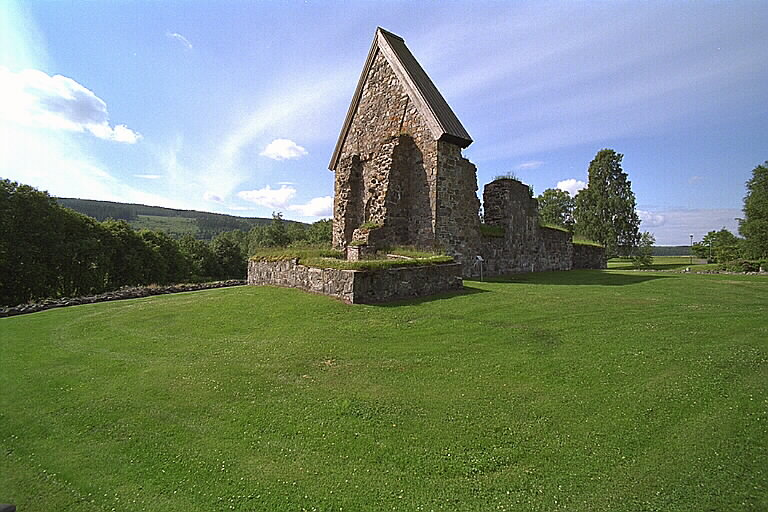
Selångers gamla kyrka

### Fotnoter
1. ↑  ”Selångers kyrka”. Svenska kyrkan. 9 februari 2011. https://www.svenskakyrkan.se/default.aspx?id=748617. Läst 12 november 2016.
2. ↑  ”Orgelinventering Härnösands stift”. https://orgeldatabas.gu.se/webgoart/goart/go_pub.php?p=47&u=1&f=335&l=sv&sectsel=detail&id_nr=10477. Läst 17 augusti 2025.

### Webbkällor
- Selångers församling
- Härnösands Stifts Herdaminne av L. Bygdén